# Pehr Levin

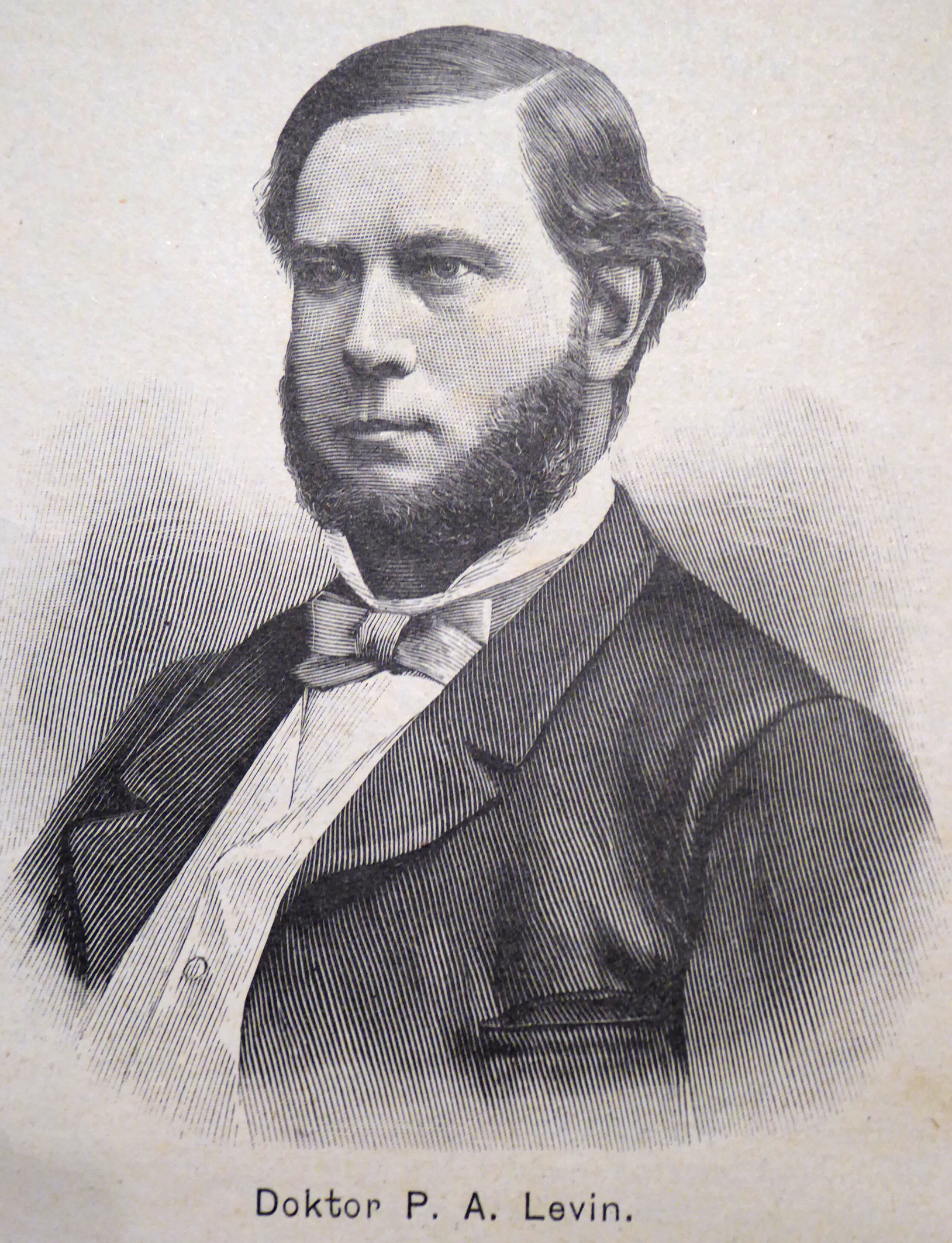
Pehr Levin från tidskriften Svea 1891.

Pehr Axel Levin, född den 2 november 1821 i Muskö socken, död den 3 januari 1891 i Stockholm, var en svensk läkare. Han var sonson till Adolf Ludvig Levin och far till Astley Levin samt bror till Sten Niklas Levin och Carl Herman Levin. 
Levin blev medicine doktor i Uppsala 1847. Han var från 1854 föreståndare för Bie kallvattenanstalt och författade en mängd balneologiska skrifter.